# ハイダリ
ハイダリ（Haydari）は、濃厚なザジキに似たヨーグルト料理である。ハーブ、スパイス、ニンニク、ヨーグルトから作る。キュウリを使わず、またギリシャヨーグルトを用いる点がザジキと異なる。メゼとして提供され、ザジキと比べてより塩辛く、酸味が強く、濃厚であるおかげで、食欲をそそるものとなっている。